# Morti nel 1544
| Questa pagina contiene informazioni ricavate automaticamente dalle voci biografiche con l'ausilio del template Bio e di un bot. L'aggiornamento è periodico e automatico e ricostruisce completamente la pagina. Se manca una persona in questa lista, sei pregato di non aggiungerla, ma accertati piuttosto che la sua voce biografica contenga il template Bio e che i dati anagrafici siano correttamente compilati. Se il template Bio manca, inseriscilo tu stesso o, in alternativa, metti l'avviso {{tmp\|Bio}} che ne segnala la mancanza. Se i dati riportati sono sbagliati, correggi direttamente la voce biografica; le modifiche saranno visibili in questa lista entro pochi giorni. Per chiarimenti vedi il progetto biografie. La lista contiene solo le 56 persone che sono citate nell'enciclopedia e per le quali è stato implementato correttamente il template Bio. Pagina aggiornata al 26 lug 2025. |

## Gennaio(2)
- 8 gennaio - Cecchino Bracci, nobile e artista italiano (n. 1527)
- 23 gennaio - William FitzAlan, XVIII conte di Arundel, nobile inglese (n. 1476)

## Febbraio(1)
- 28 febbraio - Francesco Maria Molza, umanista e poeta italiano (n. 1489)

## Marzo(2)
- 16 marzo - Ludovico V del Palatinato, nobile (n. 1478)
- 22 marzo - Giovanni Magno, arcivescovo cattolico, teologo e storico svedese (n. 1488)

## Aprile(1)
- 30 aprile - Thomas Audley, I barone Audley di Walden, politico britannico

## Maggio(2)
- 4 maggio - Pierre de la Baume, cardinale e arcivescovo cattolico francese (n. 1477)
- 15 maggio - Giulio Camillo Delminio, umanista e filosofo italiano (n. 1480)

## Giugno(2)
- 14 giugno - Antonio di Lorena, nobile francese (n. 1489)
- 19 giugno - Pierre Chambiges, architetto francese

## Luglio(5)
- 15 luglio - Renato di Chalon, nobile tedesco (n. 1519)
- 15 luglio - Giovanni Antonio Sogliani, pittore italiano (n. 1492)
- 28 luglio - Roberto del Palatinato-Veldenz, nobile tedesco (n. 1506)
- 30 luglio - Francesco Carafa, arcivescovo cattolico italiano
- 30 luglio - Giuliano Soderini, vescovo cattolico e diplomatico italiano (n. 1491)

## Settembre(2)
- 12 settembre - Clément Marot, poeta francese (n. 1496)
- 25 settembre - Valerio Cordo, medico, chimico e botanico tedesco (n. 1515)

## Ottobre(7)
- 7 ottobre - Arnaldo Albertin, vescovo cattolico spagnolo (n. 1480)
- 12 ottobre - Antonio Pucci, cardinale italiano (n. 1484)
- 23 ottobre - Alfonso Oliva, arcivescovo cattolico italiano
- 23 ottobre - Agostino da Mozzanica, pittore italiano
- 25 ottobre - Eligius Pruystinck, teologo fiammingo
- 26 ottobre - Diego de Agüero, esploratore spagnolo (n. 1511)
- 26 ottobre - Nuño Beltrán de Guzmán, esploratore spagnolo (n. 1490)

## Novembre(2)
- 13 novembre - Maria van Beckum, nobile olandese
- 15 novembre - Lucia Broccadelli da Narni, mistica italiana (n. 1476)

## Dicembre(2)
- 9 dicembre - Teofilo Folengo, poeta italiano (n. 1491)
- 14 dicembre - Biagio da Cesena, presbitero e notaio italiano (n. 1463)

## Senza giorno specificato(28)
- Alberto Accarisio, filologo italiano (n. 1497)
- Mary Brandon, nobildonna inglese (n. 1510)
- Cherubino Caietano, vescovo cattolico italiano
- Vincenzo Civerchio, pittore italiano
- Pedro Damiano, scacchista portoghese (n. 1480)
- Urška Ferligoj, slovena (n. 1526)
- Bernardino Gaggini, scultore italiano
- Giannicola di Paolo, pittore italiano
- Girolamo da Treviso, pittore italiano (n. 1498)
- Marco Grimani, patriarca cattolico italiano (n. 1494)
- Lucas Horenbout, pittore e miniatore fiammingo
- Paolo Lazise, umanista e teologo italiano (n. 1508)
- Carlo V Malatesta, condottiero italiano
- Manco II, imperatore inca (n. 1512)
- Babone Naldi, condottiero italiano (n. 1474)
- Nīlakaṇṭha Somayāji, matematico e astronomo indiano (n. 1444)
- Diego de Rojas, condottiero e esploratore spagnolo
- Margaret Roper, scrittrice e traduttrice inglese (n. 1505)
- Giacomo Santoro, pittore italiano (n. 1490)
- Giovanni Maria Scolarici, presbitero italiano
- Iriki-in Shigetomo, militare giapponese
- Giovanni Soro, crittologo italiano
- Anne Stafford, nobile inglese (n. 1483)
- Robert Stuart d'Aubigny, militare francese (n. 1470)
- Suwa Yorishige, militare giapponese (n. 1516)
- Camilla Valenti Gonzaga, letterata italiana (n. 1520)
- Simone I Ventimiglia, nobile, politico e militare italiano (n. 1485)
- Diego García de Moguer, esploratore e marinaio spagnolo (n. 1484)